# Тарадеи
Тараде́и (Вознесенское)  — село в Шацком районе Рязанской области в составе Ольховского сельского поселения.

## Географическое положение
Село Тарадеи расположено на Окско-Донской равнине на реке Тарадее в устье небольшого ручья Буркачи в 11 км к юго-западу от города Шацка. Расстояние от села до районного центра Шацк по автодороге — 13 км.
К северо-востоку от села на реке Тарадее расположен большой Тарадеевский пруд с недостроенным гидроузлом; к востоку — балка Степная; к югу, через систему небольших прудов, протекает ручей Буркачи; к западу расположена балка Уткин Овраг. Ближайшие населенные пункты —  поселок Красный Городок, село Кулики и деревня Студеновка.

## Население
| 1989 | 2010 | 2012 |
| ---- | ---- | ---- |
| 376  | ↘137 | ↗155 |

По данным переписи населения 2010 г. в селе Тарадеи постоянно проживают 137 чел. (в 1992 г. — 376 чел.).

## Происхождение названия
Название села происходит от названия реки на которой оно расположено. Происхождение гидронима не установлено.
Вплоть до начала XX в. село носило тройное название — Тарадеи, Козьмодемьянское, Вознесенское тож.

## История
Деревня Тарадеи или Тарадей впервые упоминается в окладных книгах по Шацкому уезду за 1676 г.
В начале XVIII в. здесь была построена деревянная церковь во имя святых бессребреников Космы и Дамиана, в связи с чем статус поселения был повышен — оно стало селом, и получило второе название — Козьмодемьянское. В это время значительная часть мужского населения села Тарадеи привлекалась для работ на верфях в Воронеже, в связи с чем их домашнее хозяйство забрасывалось. Работа на верфях была тяжелой повинностью, недоимки росли, крестьянские избы стояли не огорожены, без крыш. Результатом стало массовое бегство крестьян. Во второй четверти XVIII в. сборщики податей доносили в Шацкую канцелярию, что из села Тарадеи «безвестно пропало» более 600 человек.
В середине XVIII в., когда императрица Елизавета I Петровна пожаловала последнего украинского гетмана графа Кирилла Григорьевича Разумовского (1728+1803 гг.) обширными земельными владениями в Шацком уезде, село Тарадеи перешло в его владение. Здесь находилось его главное имение. В 1789 г. на средства графа К. Г. Разумовского в селе Тарадеи на месте старой ветхой деревянной церкви был построен новый каменный Вознесенский храм с тремя престолами: главным — во имя Вознесения Господня, и придельными — в честь Успения Пресвятой Богородицы и святой великомученицы Екатерины. С этого времени в документах село получает еще одно название — Вознесенское. Здание церкви сохранилось до наших дней (53°56′56″ с. ш. 41°36′05″ в. д.).

В «Полном географическом описании нашего отечества» (1902), сказано, в конце XVIII в. село Тарадеи 
«...было вотчиной дворянского рода Ланских и родиной Василия Сергеевича Ланского (1754—1831 гг.), который в 1813 г. был президентом временного правления, учрежденного имп. Александром I в Царстве Польском, с 1823 по 1827 гг. управлял министерством внутренних дел и умер в 1831 г. членом Государственного Совета…».
После отмены крепостного права село Тарадеи становится волостным центром. В 1880 г. здесь насчитывалось 400 крестьянских дворов, в которых проживало 2595 душ мужского и женского пола. Помимо волостного правления и Вознесенского храма в селе имелась земская мужская школа.

В 1893 г. в волостном центре селе Тарадеи насчитывалось 417 дворов и проживало 2623 жителей. В Энциклопедическом словаре Брокгауза и Ефрона о селе сообщается: 
«Тарадѣи — с. Тамбовской губ., Шацкаго у. Жит. 3040; занятія ихъ — земледѣліе и отхожее плотничество».
К 1911 г. причт Вознесенской церкви села Тарадеи по штату состоял из 2 священников, диакона и 2 псаломщиков. За церковью числилось 5 дес. усадебной и 75 дес. пахотной земли, из которой 8 дес. неудобной; пахотная земля находилась в 2 верстах от церкви. Земля давала годового дохода 336 руб., братский годовой доход составлял 1200 руб. Дома у причта были собственные.
К 1911 г., по данным А. Е. Андриевского, в селе Тарадеи насчитывалось 438 крестьянских дворов, в которых проживало 1433 души мужского и 1457 женского пола. Жители занимались земледелием и отхожим промыслом — плотницким ремеслом. Душевой надел местных крестьян составлял по 20 кв. саженей в каждом из трех полей.
Помимо волостного правления и церкви в селе имелись церковно-приходское попечительство, небольшая церковная библиотека и две школы: земская мужская и церковно-приходская женская. В 4 верстах от села находилась экономия (имение) помещика Свищова.
В 1930-е гг. Вознесенский храм в селе Тарадеи был закрыт, его колокольня и главки с крестами разрушены. В настоящее время не действует.
До 2017 г. село Тарадеи являлось административным центром ныне упраздненного Тарадеевского сельского поселения.

## Усадьба Тарадеи
Усадьба основана в последней четверти XVIII века младшим братом фаворита императрицы Елизаветы Петровны графом А.Г. Разумовским (1709-1771) президентом Академии наук, гетманом Малороссии графом К.Г. Разумовским (1724-1803), женатым на Е.И. Нарышкиной (1729-1771). С конца XVIII века имение принадлежало государственному деятелю, действительному статскому советнику В.С. Ланскому (1753-1831), женатому вторым браком на В.М. Пашковой. Далее их дочерям фрейлинам С.В. Ланской (г/р 1793) и В.В. Ланской (г/р 1800). В начале XX века помещице А.П. Свищовой.

## Социальная инфраструктура
В селе Тарадеи Шацкого района Рязанской области имеются отделение почтовой связи, фельдшерско-акушерский пункт (ФАП), Отделение профилактики социального сиротства и социальной реабилитации («детдом») ГБУ РО «Шацкий КЦСОН» и библиотека.

## Транспорт
Основные грузо- и пассажироперевозки осуществляются автомобильным транспортом.

## Достопримечательности
- Храм Вознесения Господня — Вознесенская церковь. Построен в 1789 г. на средства графа К. Г. Разумовского. Главы и колокольня храма разрушены, сохранились основной объем и трапезная.[16]
- Памятник односельчанам, погибшим в Великой Отечественной войне 1941—1945 гг.

## Известные уроженцы
- Вениамин (Благонравов; 1825—1892) — архиепископ Русской православной церкви, епископ Иркутский и Нерчинский.
- Александр Николаевич Стрижёв (р. 1934) — прозаик, литературовед, издатель, фенолог.
- Анна Фёдоровна Чулкова (р. 1934) — кондитер, автор конфет «Птичье молоко», лауреат Государственной премии СССР, Герой Социалистического Труда.

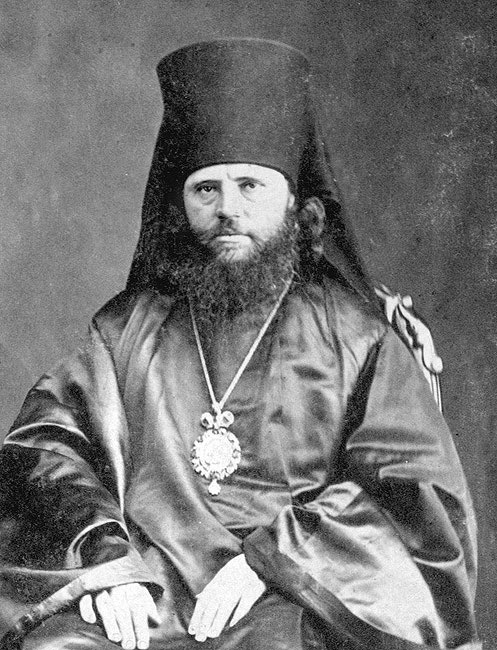
Вениамин (Благонравов; 1825 – 1892).